# Pierre Molinier, 7 rue des Faussets
Pierre Molinier, 7 rue des Faussets è un cortometraggio documentario del 1976 diretto da Noël Simsolo e basato sulla vita del pittore francese Pierre Molinier.